# Ryde Sogn (Holstebro Kommune)
 For alternative betydninger, se Ryde Sogn. (Se også artikler, som begynder med Ryde Sogn)
Ryde Sogn er et sogn i Viborg Stift.
I 1800-tallet var Handbjerg Sogn i Hjerm Herred anneks til Ryde Sogn i Ginding Herred - begge herreder hørte til Ringkøbing Amt. De to sogne var selvstændige sognekommuner. Ved kommunalreformen i 1970 blev både Ryde og Handbjerg indlemmet i Vinderup Kommune, der ved strukturreformen i 2007 indgik i Holstebro Kommune.
I sognet findes følgende autoriserede stednavne:
- Blegager Huse (bebyggelse)
- Felde (bebyggelse)
- Gadehuse (bebyggelse)
- Højbjerg (bebyggelse)
- Høver (areal, ejerlav)
- Køjborg (bebyggelse)
- Rovt (bebyggelse)
- Ryde Bavnehøj (areal)
- Ryde Kirkeby (bebyggelse)
- Stendis (bebyggelse)
- Stendis Hede (areal)
- Ulstrup (bebyggelse)
- Ulsø (bebyggelse)